# Santa Oliva (Spagna)
Santa Oliva è un comune spagnolo di 3 240 abitanti situato nella comunità autonoma della Catalogna.